# Aruba en los Juegos Olímpicos de Barcelona 1992
Aruba estuvo representada en los Juegos Olímpicos de Barcelona 1992 por un total de 5 deportistas, 4 hombres y una mujer, que compitieron en 3 deportes.
El portador de la bandera en la ceremonia de apertura fue el ciclista Lucien Dirksz. El equipo olímpico arubeño no obtuvo ninguna medalla en estos Juegos.